# Riekertia
Riekertia is een monotypisch geslacht van straalvinnige vissen uit de familie van kikvorsvissen (Batrachoididae). Het geslacht is voor het eerst wetenschappelijk beschreven in 1952 door Smith.

## Soort
- Riekertia ellisi Smith, 1952